# Ringelsdorf-Niederabsdorf

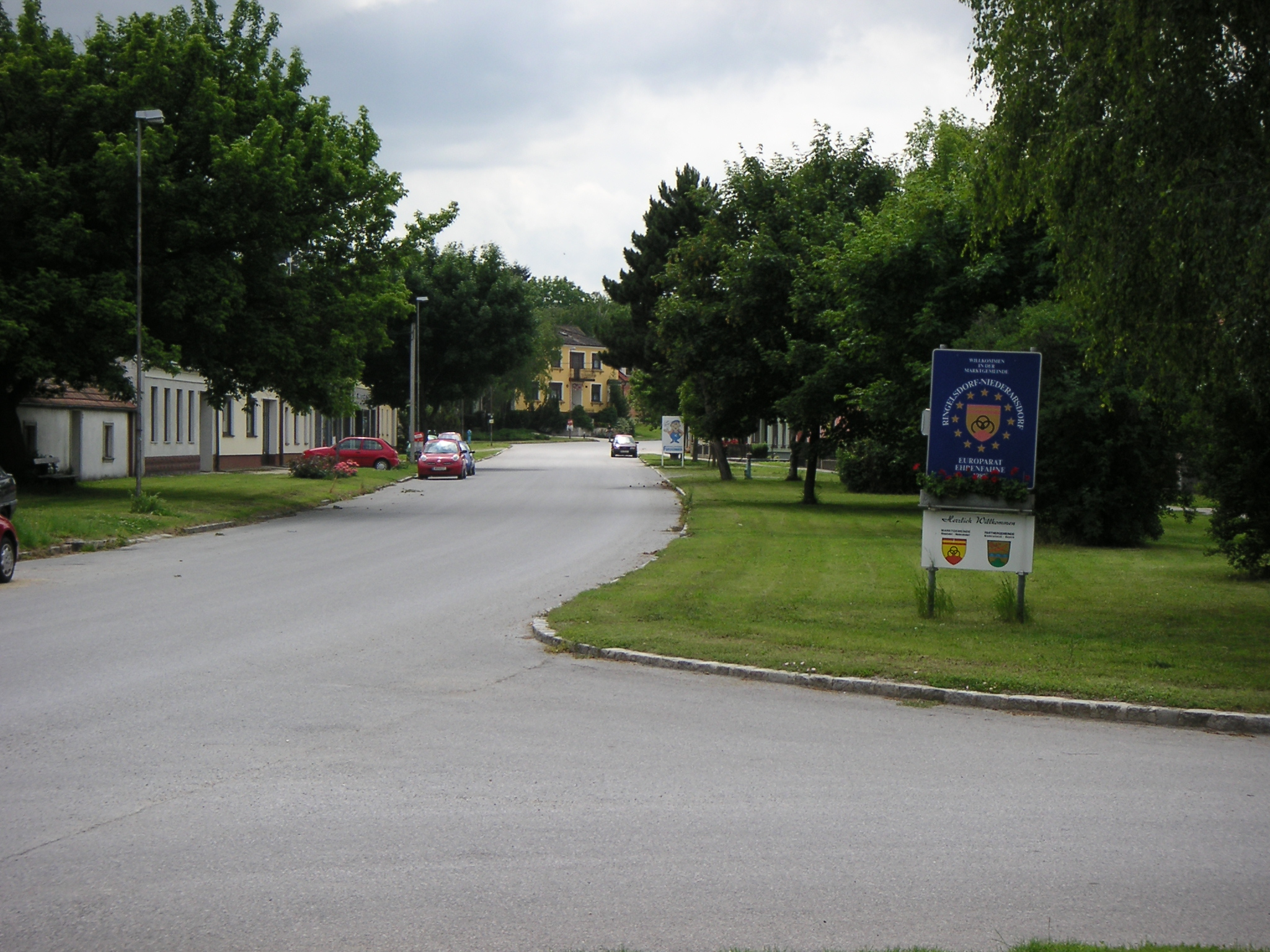
Untere Hauptstrasse ở Ringelsdorf

Ringelsdorf-Niederabsdorf là một thị trấn ở huyện Gänserndorf thuộc bang Niederösterreich nước Áo. Đô thị Ringelsdorf-Niederabsdorf có diện tích 32,46 km², dân số năm 2001 là 1424 người.